# Trachyscorpia carnomagula
Trachyscorpia carnomagula is een straalvinnige vissensoort uit de familie van schorpioenvissen (Sebastidae). De wetenschappelijke naam van de soort is voor het eerst geldig gepubliceerd in 2007 door Motomura, Last & Yearsley.